# Multiplicateur de Schur
En mathématiques, plus précisément en théorie des groupes, le multiplicateur de Schur est le deuxième groupe d'homologie d'un groupe G à coefficients entiers,
{\displaystyle H_{2}(G,\mathbb {Z} )}.
Si le groupe est présenté en termes d'un groupe libre F sur un ensemble de générateurs, et d'un sous-groupe normal R engendré par un ensemble de relations sur les générateurs, de sorte que 
{\displaystyle G\simeq F/R},
alors, par la formule d'homologie entière de Hopf, le multiplicateur de Schur est isomorphe à
{\displaystyle (R\cap [F,F])/[F,R]},
où [A, B] est le sous-groupe engendré par les commutateurs aba−1b−1 pour a dans A et b dans B. Il peut aussi être exprimé en termes de cohomologie, comme 
{\displaystyle H^{2}(G,\mathbb {C} ^{\times })}
où G agit trivialement sur le groupe multiplicatif des nombres complexes non nuls.
Les multiplicateurs de Schur sont d'un intérêt particulier lorsque G est un groupe parfait (un groupe égal à son sous-groupe dérivé). Un groupe G possède une extension centrale universelle (c.-à-d. initiale – donc unique) p : E → G si et seulement s'il est parfait. De plus, E est alors lui aussi parfait et ker(p) est le multiplicateur de Schur de G. Plus explicitement, si le groupe parfait G a une présentation F/R comme ci-dessus, son extension centrale universelle est 
{\displaystyle 1\to (R\cap [F,F])/[F,R]\to [F,F]/[F,R]\to G\to 1}.
L'étude du multiplicateur de Schur, due à Issai Schur,,, peut être considérée comme le début de la cohomologie des groupes.

## Exemple
Le groupe alterné An est parfait si n ≥ 5 (car simple et non abélien). Son multiplicateur de Schur est :
{\displaystyle H_{2}({\rm {A}}_{n},\mathbb {Z} )={\begin{cases}0&{\text{ si }}n=1,2{\text{ ou }}3,\\\mathbb {Z} /6\mathbb {Z} &{\text{ si }}n=6{\text{ ou }}7,\\\mathbb {Z} /2\mathbb {Z} &{\text{ sinon.}}\end{cases}}}
La représentation standard An → SOn–1 produit, par restriction de l'extension centrale 0 → ℤ/2ℤ → Spinn–1 → SOn–1 → 1, une extension centrale
{\displaystyle 0\to \mathbb {Z} /2\mathbb {Z} \to {\widetilde {{\rm {A}}_{n}}}\to {\rm {A}}_{n}\to 1}
qui, si n ≠ 6, 7, est l'extension centrale universelle de An.